# Ursicino (general)
Ursicino (em latim: Ursicinus) foi um oficial romano do século IV, ativo durante o reinado dos imperadores Constantino I (r. 306–337) e Constâncio II (r. 337–361).

## Vida
Ursicino surge sob Constantino I (r. 306–337), quando exerceu ofício. Em 349, ao que tudo indica, foi nomeado no Oriente como mestre da cavalaria. Em 351/352, foi encarregado da supressão da revolta judaica contra o césar Constâncio Galo. Tiberíades e Dióspolis, duas das cidades conquistadas pelos rebeldes, foram quase completamente destruídas, enquanto Séforis foi arrasada; também recebeu ordens para matar milhares de rebeldes, até os mais jovens. Talvez pode ser associado ao mestre da cavalaria de nome incerto citado por Amiano Marcelino em 353. Em 354, Constâncio Galo chamou-o de Nísibis a Antioquia para analisar acusação de traição.
Devido as intrigas de Arbício e Eusébio, foi reconvocado a corte por Constâncio II (r. 337–361) em 354, alegadamente para consultas, e Próspero foi nomeado seu representante no Oriente. Com a queda de Galo, esteve novamente sujeito a intrigas, porém em 355 Silvano se rebelou e ele foi enviado à Gália para derrubá-lo. Em 355-356, serviu como mestre da cavalaria na Gália, mas foi substituído em 356 por Marcelo. Em 357, foi convocado para Sírmio por Constâncio e enviado ao Oriente. Em 359, estava em Samósata. Em 359, depois das intrigas de Eusébio e outros eunucos, foi reconvocado à corte para suceder Barbácio como mestre da infantaria e foi sucedido no Oriente por Sabiniano.
Partiu ao Ocidente em meio a lamentos dos provincianos, mas ao chegar rio Hebro recebeu ordens imperiais para retornar ao Oriente, pois os persas estavam atacando. Ele voltou a Nísibis e passou por várias aventuras, mas falhou em persuadir Sabiniano a aliviar Amida (atual Diarbaquir), que estava sob cerco do xá Sapor II (r. 309–379). Após a cidade cair, retirou-se de Melitene para Antioquia. No inverno e 359/360, foi reconvocado para assumir seu posto de mestre da infantaria, mas devido ao inquérito feito por Arbício e Florêncio após a queda de Amida, foi demitido e substituído por Agilão.

## Legado
Ursicino era proprietário de uma casa em Antioquia e pai de vários filhos, um deles chamado Potêncio. É possível que foi citado em várias telhas encontradas na Panônia Superior. Amiano Marcelino, que serviu em seu pessoal, afirmou que era um guerreiro, tendo sido sempre um soldado e líder de soldados, mas esteve muito longe das discussões do fórum, bem como que estava familiarizado com a antiga disciplina e os métodos persas de guerra.